# 西田真吾 (実業家)
西田 真吾（にしだ しんご、1968年2月 - ）は、日本の航空実業家。ZIPAIR Tokyo代表取締役社長。

## 来歴
神奈川県生まれ。生後まもなく大西洋上にあるスペイン領のカナリア諸島へ移り、9歳までを現地で過ごす。
1990年（平成2年）、早稲田大学商学部を卒業し日本航空（JAL）に入社。大阪空港支店勤務を経てロンドンの証券会社へ2年間出向、帰国後に資金部、関連事業室、収支資金計画部等を経て2015年（平成27年）にマイレージ事業部長。
2018年（平成30年）、JALが中距離国際線を手掛ける格安航空会社（LCC）として完全子会社のティー・ビー・エル（翌年にZIPAIR Tokyoへ社名変更）新設を発表し、代表取締役社長に就任する。「社員がやることは自分もやりたいタイプ」と自らを評しており、2020年（令和2年）10月の旅客便就航前には社員に混じってJALからリースを受けたボーイング787-8の機内清掃に従事する様子を報道陣に公開している。